# Pangrapta albiguttata
Pangrapta albiguttata är en fjärilsart som beskrevs av Arnold Pagenstecher 1885. Pangrapta albiguttata ingår i släktet Pangrapta och familjen nattflyn. Inga underarter finns listade i Catalogue of Life.